# منطقه کلان‌شهری آتلانتا
منطقه کلان‌شهری آتلانتا یا مترو آتلانتا (به انگلیسی: Atlanta metropolitan area) یک منطقه کلان‌شهری در ایالات متحده آمریکا است که در جورجیا واقع شده‌است. منطقه کلان‌شهری آتلانتا ۴٬۵۱۵٬۴۱۹ نفر جمعیت دارد و شامل شهر آتلانتا و مناطق حومه آن می‌گردد. منطقه کلان‌شهری آتلانتا یک منطقه کلان‌شهری آماری است که توسط اداره مدیریت و بودجه به‌طور رسمی اعلام شده‌است.